# Candle Stone

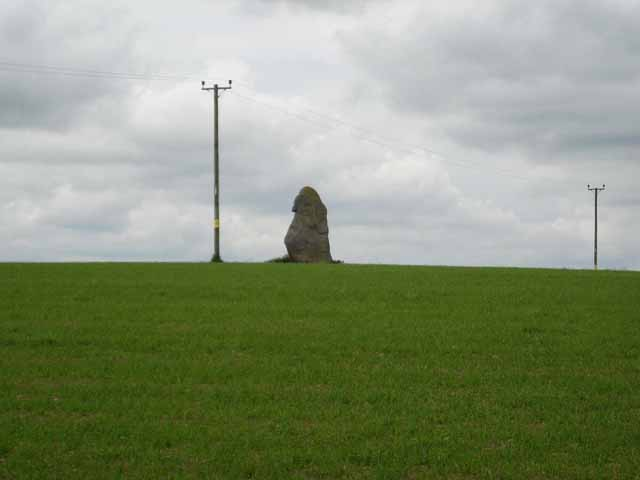
Candle Stone

Der Candle Stone ist ein in situ befindlicher Menhir (englisch Standing Stone), der aus der späten Jungstein- oder der frühen Bronzezeit stammt und nicht zu verwechseln ist mit dem Candle Hill Stane bei Insch. Der aufrecht stehende Monolith befindet sich auf einer Weide, 115 m westlich von Drumwhindle House, nordwestlich von Ellon in Aberdeenshire in Schottland.
Der dunkle Basaltstein ist etwa 2,5 Meter hoch, an der quadratischen Basis etwa einen Quadratmeter groß. Nach oben verbreitert er sich auf etwa 1,5 m², bevor er sich an seiner Spitze auf etwa 0,6 ²m verjüngt.
Der Menhir ist einer von rund 50 in Strathdon, wo Menhire, Steinkreise und Grabhügel errichtet wurden. Die Verteilung der Steine entspricht weitgehend der Verteilung der Grabhügel, was auf eine Verbindung zwischen beiden deutet.